# S.T. Yelta
Le S.T. Yelta est un remorqueur à vapeur qui a opéré dans l'État australien d Australie-Méridionale de 1949 à 1976 à la fois dans Port River (en) et dans les eaux du golfe Saint-Vincent, immédiatement adjacentes à l'embouchure de la rivière. Après avoir été immobilisé pendant environ neuf ans, il a été acheté en 1985 par le Gouvernement de l'Australie-Méridionale pour être ajouté à la collection du Musée maritime d'Australie du Sud en tant que navire-musée. En 1985, il était considéré comme le seul remorqueur à vapeur restant en fonctionnement dans les eaux australiennes.

## Historique
Yelta a été construit au chantier naval de l'Île Cockatoo à Sydney, en 1948 par la Cockatoo Docks & Engineering Company (en) pour Ritch & Smith de Port Adélaïde.
Après un voyage de 11 jours au départ de Sydney, Yelta est arrivé à Port Adelaîde le 22 février 1949. Jusqu'à sa retraite en 1976, il a aidé des navires à destination et en provenance des quais et d'autres installations dans Port River. Il a également aidé à renflouer des navires qui s'y sont échoués tels que Eastwave en 1950, Caltex Bombay en 1952 et Ulooloo et Trykori en 1953.

## Préservation
Yelta a été retiré du service en novembre 1976. La succursale de Port Adelaide  du National Trust a acheté le navire dans le but d'en faire un élément d'un musée maritime près du Birkenhead Bridge (en). Ce projet d'un musée maritime n'a pas abouti en raison des plans du gouvernement de l'Australie-Méridionale visant à développer des installations pour le South Australian Maritime Museum. En 1985, le National Trust a offert le navire à la vente par appel d'offres afin de récupérer une partie des coûts dépensés sur sa propre proposition de musée et a ensuite accepté une offre du gouvernement sud-australien qui a ajouté le navire à la collection de son musée maritime.
Le navire a été restauré par le South Australian Maritime Museum afin de le faire fonctionner à la fois comme un musée flottant et comme un navire à passagers fonctionnel. Le navire a été relancé le 5 octobre 1988 après trois ans de restauration.